# Comportamento de superfície dos cetáceos

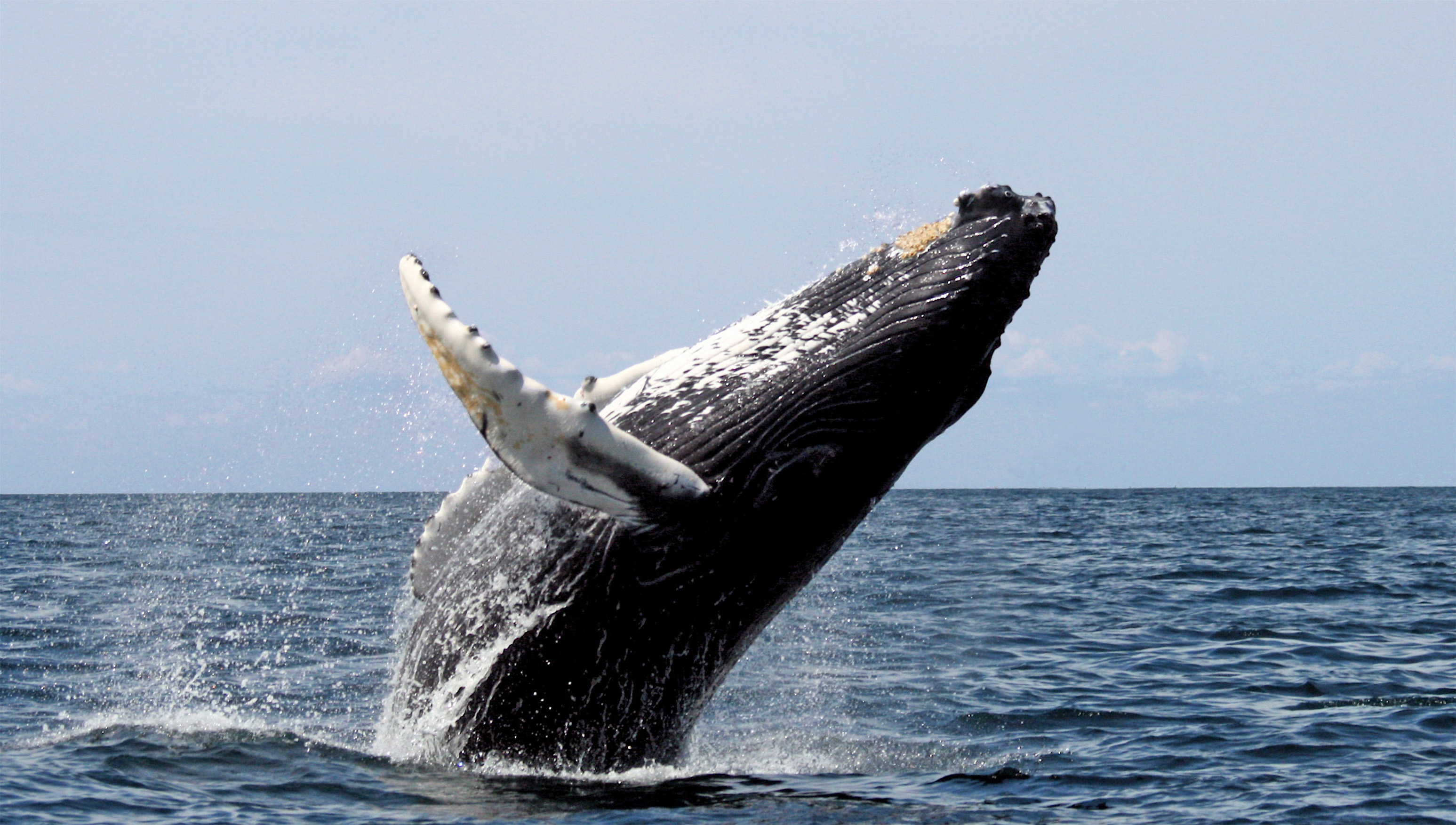
Jubarte saltando à superfície.

O comportamento de superfície dos cetáceos é constituído por um conjunto de ações peculiares realizadas por espécimes da ordem Cetacea ao ascenderem à superfície, sobretudo para respirar. Os intervalos de tempo dessas ações podem variar a depender da espécie, do estilo de subida ou do propósito. Em adição à necessidade de respiração, cetáceos deslocam-se à superfície por vários outros motivos, que podem envolver exibição, alimentação ou comunicação, por exemplo. Todos os membros regularmente observados de espécies da ordem Cetacea, como baleias, golfinhos e toninhas, apresentam uma variedade de ações fora da água. Muito desse comportamento guarda relação com o tamanho do animal. Um dos mais comuns, o salto, é alvo de extensa pesquisa científica e costuma ser explorado pela indústria turística em programas de observação.